# Рота почётного караула (Молдова)
Рота почётного караула (рум. Compania Garda de Onoare), полное название Рота почётного караула Национальной армии Республики Молдова (рум. Compania Garda de Onoare a Armatei Naţionale a Republicii Moldova) — церемониальное подразделение почётного караула, входящее в состав Гвардейского батальона Вооружённых сил Молдавии. Образована 22 июня 1992 года.

## Служба
Рота почётного караула принимает ежегодно участие в более чем 250 церемониях, в том числе аккредитации иностранных дипломатов, встречах государственных деятелей и вручения государственных наград. Военнослужащие роты принимали участие в военных парадах в таких странах, как Франция, Болгария, Румыния, Украина и Россия. Они несут воинскую службу в качестве почётного караула в праздничные и выходные дни в Молдавии, в том числе в День Победы, День независимости Республики Молдова и День освобождения от фашистских захватчиков. Ежедневно бойцы проводят по 4 часа на тренировках и учениях. Это единственное подразделение Вооружённых сил Молдавии, использующее печатный шаг в качестве парадного. В 2012 году президент страны Николай Тимофти называл его «визитной карточкой Республики Молдова».
На службу в роту почётного караула могут рассчитывать бойцы ростом около 185—195 см с хорошей физической подготовкой, приятной внешностью и средним специальным образованием. Строевая и специальная подготовка длятся ежедневно по 4 часа каждая. Развод караула проводится у мемориального комплекса «Вечность» в Кишинёве каждый час: в церемонии участвуют три солдата и один офицер. Процесс развода караула схож с тем, который проводится в Москве у Поста № 1; бойцы несут службу в любых погодных условиях.

### Парады
Каждые пять лет 27 августа в Кишинёве проводится военный парад по случаю Дня независимости Молдавии — это единственный парад, в котором регулярно участвуют бойцы роты почётного караула.
В 2009 году солдаты роты почётного караула участвовали в параде в Софии на площади князя Александра I, посвящённом Дню храбрости и болгарской армии.
В 2010 году 76 бойцов в составе роты отправились в Москву для подготовки к участию в Параде Победы на Красной площади: они проводили репетиции в Наро-Фоминске и Алабино, а из 76 бойцов в параде приняли участие 70 человек (шесть остались в резерве). Хотя существовали сомнения по поводу возможных проблем с финансированием подготовки бойцов к параду, спикер Парламента Молдавии Мариан Лупу назвал честью для Молдавии сам факт того, что молдавские солдаты участвовали в параде на Красной площади.
В 2014 году расчёт из трёх человек представлял Молдавию на военном параде в День взятия Бастилии в Париже: знаменосцем был капитан Виталий Жосан. Со слов Жосана, представители новозеландских войск высказали сомнение в удобстве молдавской формы в полевых условиях, на что Жосан ответил, что она более стойкая, чем иные полевые образцы униформ. В том же году рота почётного караула впервые приняла участие в параде в Румынии в День национального единения, который прошёл в Бухаресте: солдаты прошли строем под Триумфальной аркой
Рота почётного караула принимала участие в Параде в честь Дня независимости Украины в 2018 и 2021 годах.
В 2020 году рота почётного караула принимала участие в Параде Победы в Москве, прошедшем 24 июня. В Москву отправились 75 человек, из которых у 23 человек деды сражались в рядах Красной Армии. Решение отправить роту вызвало много вопросов, связанных не только с молдавско-российскими отношениями, но и с риском распространения COVID-19 (на последнее обратил внимание бывший министр обороны Анатолий Шалару). Тем не менее, после возвращения из Москвы и прошествия обязательного двухнедельного карантина всем участникам парада президент страны Игорь Додон вручил государственные награды.

## Командиры
- Майор Игорь Прокоп (рум. Igor Procop) — командовал ротой почётного караула на Параде Победы в Москве в 2010 году[10]
- Капитан Виталий Жосан (рум. Vitalie Josan)[23] — командовал ротой почётного караула на Параде Победы в Москве в 2020 году
- Капитан Виктор Шипилов (рум. Victor Shipilov)[24]

## Галерея
- Солдат роты почётного караула в Администрации Президента
- Сергей Шойгу, Павел Войку и Виктор Гайчук проходят вдоль рядов солдат почётного караула. Мероприятия по случаю 75-летия Ясско-Кишинёвской операции, 2019 год
- Солдат роты почётного караула на параде в День взятия Бастилии[англ.], 2014 год
- Рота почётного караула встречает в Кишинёвском аэропорту министра обороны США Дональда Рамсфелда, 2004 год
- Солдаты роты почётного караула держат большой флаг Молдавии
- Солдат роты почётного караула в Париже
- Солдат роты почётного караула несёт службу у мемориального комплекса «Вечность» в Кишинёве
- Рота почётного караула на параде 24 июня 2020 года в Москве, посвящённом 75-летию Победы в Великой Отечественной войне